# IC 3472
IC 3472 ist eine Spiralgalaxie vom Hubble-Typ Sd pec? im Sternbild Coma Berenices am Nordsternhimmel. Sie ist schätzungsweise 309 Millionen Lichtjahre von der Milchstraße entfernt.
Das Objekt wurde am 23. März 1903 von Max Wolf entdeckt.